# Droga krajowa B50 (Niemcy)
Droga krajowa 50 (niem. Bundesstraße 50, B 50) – niemiecka droga krajowa przebiegająca  na osi wschód zachód od granicy z Luksemburgiem koło Roth an der Our do węzła Rheinböllen na autostradzie A61, gdzie krzyżuje się również z drogą B420 w Nadrenii-Palatynacie.
Droga jest częściowo rozbudowana do drogi o parametrach drogi ekspresowej.

## Trasy europejskie
Droga pomiędzy węzłem Wittlich na autostradzie A1 a węzłem Rheinböllen na autostradzie A61 jest częścią trasy europejskiej E42 (ok. 74 km).

## Miejscowości leżące przy B50
Obersgegen, Geichlingen, Niedergeckler, Sinspelt, Neuhaus, Oberweis, Bitburg, Albach, Metterich, Dudeldorf, Binsfeld, Niederkail, Landscheid, Burg, Huppenrath, Wittlich, Wengerohr, Platten, Machern, Graach an der Mosel, Kues, Longkamp, Kommen, Hochscheid, Büchenbeuren, Lautzenhausen, Sohren, Niedersohren, Liederbach, Nieder Kostenz, Kirchberg (Hunsrück), Unzenberg, Ohlweiler, Simmern (Hunsrück), Riesweiler, Argenthal, Ellern, Rheinböllen, Grolsheim, Gensingen.

## Linki zewnętrzne

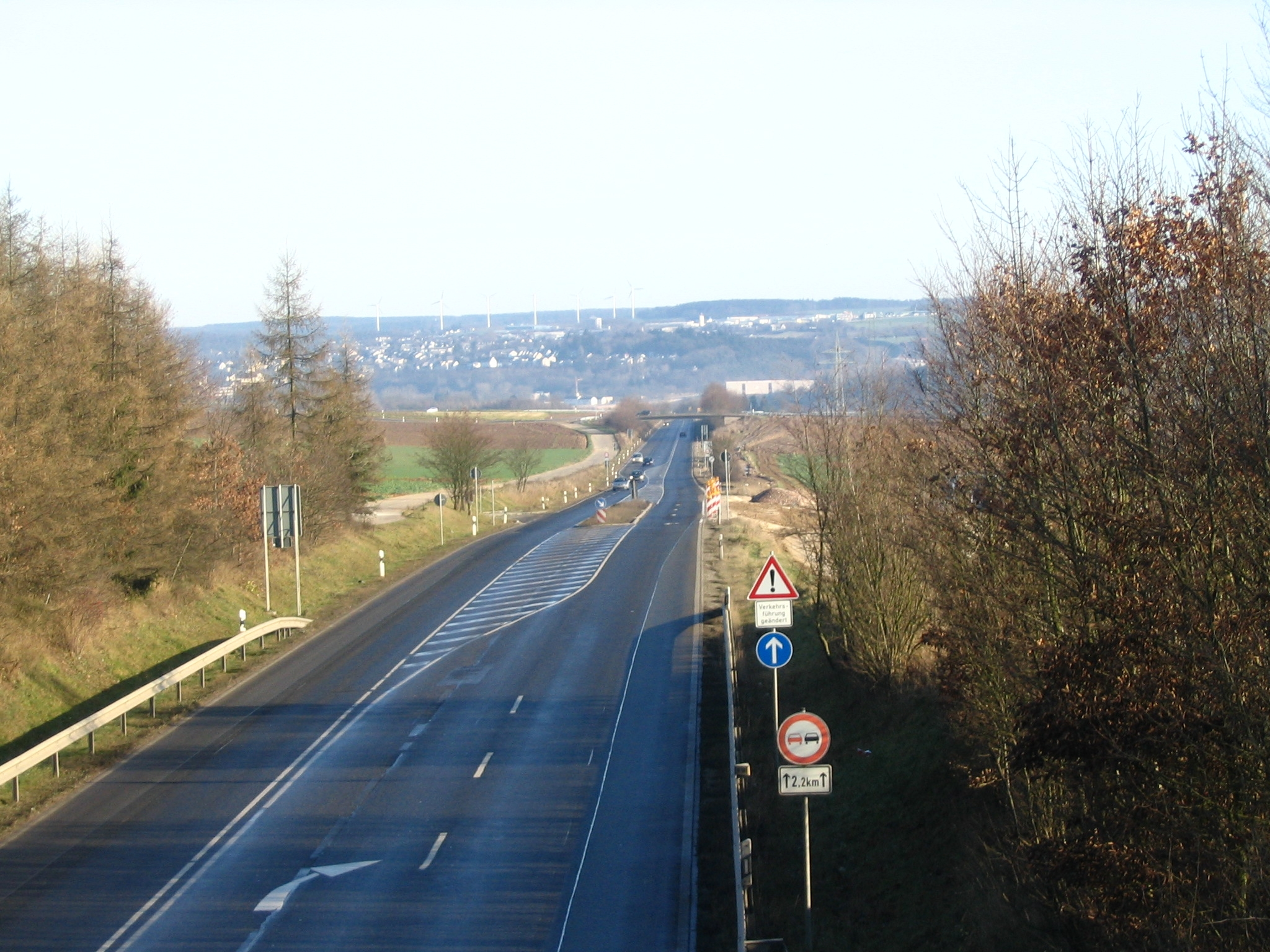
B50 w okolicy Kirchbergu